# Гармин
Гарми́н — бета-карболиновый алкалоид, впервые выделен из гармалы (Peganum harmala) (до 3 % от сухого веса корней). Обратимый ингибитор MAO и стимулятор центральной нервной системы.
Запрещён в РФ в связи постановлением правительства Российской Федерации от 19 декабря 2018 г. № 1598 "О внесении изменений в некоторые акты Правительства Российской Федерации в связи с совершенствованием контроля за оборотом наркотических средств и психотропных веществ." 

## Свойства
Гармин является основанием и образует кристаллические соли с сильными кислотами. Как и все карболины, гармин флуоресцирует при облучении ультрафиолетом, для протонированной формы гармина при низких pH характерна синяя флуоресценция, для основания — желто-зеленая, интервал перехода лежит в пределах pH 7.2-8.9.
Гармин восстанавливается натрием в этаноле до тетрагидрогармина, и бромируется до тетрабромгармина. При кипячении с дымящейся соляной кислотой происходит расщепление метоксильной связи с образованием гармалола. Метильная группа гармина, находящаяся в α-положении к пиридиновому азоту, активирована: гармин вступает в реакции конденсации с ароматическими альдегидами с образованием бензилиденовых производных.
Окисление гармина сильными окислителями ведет к деградации бензольного фрагмента молекулы: так, при окислении хромовым ангидридом в уксусной кислоте гармин окисляется до гарминовой кислоты (7-метил-1H-пирроло[2,3-c]пиридин-2,3-дикарбоновой кислоты).

## Использование

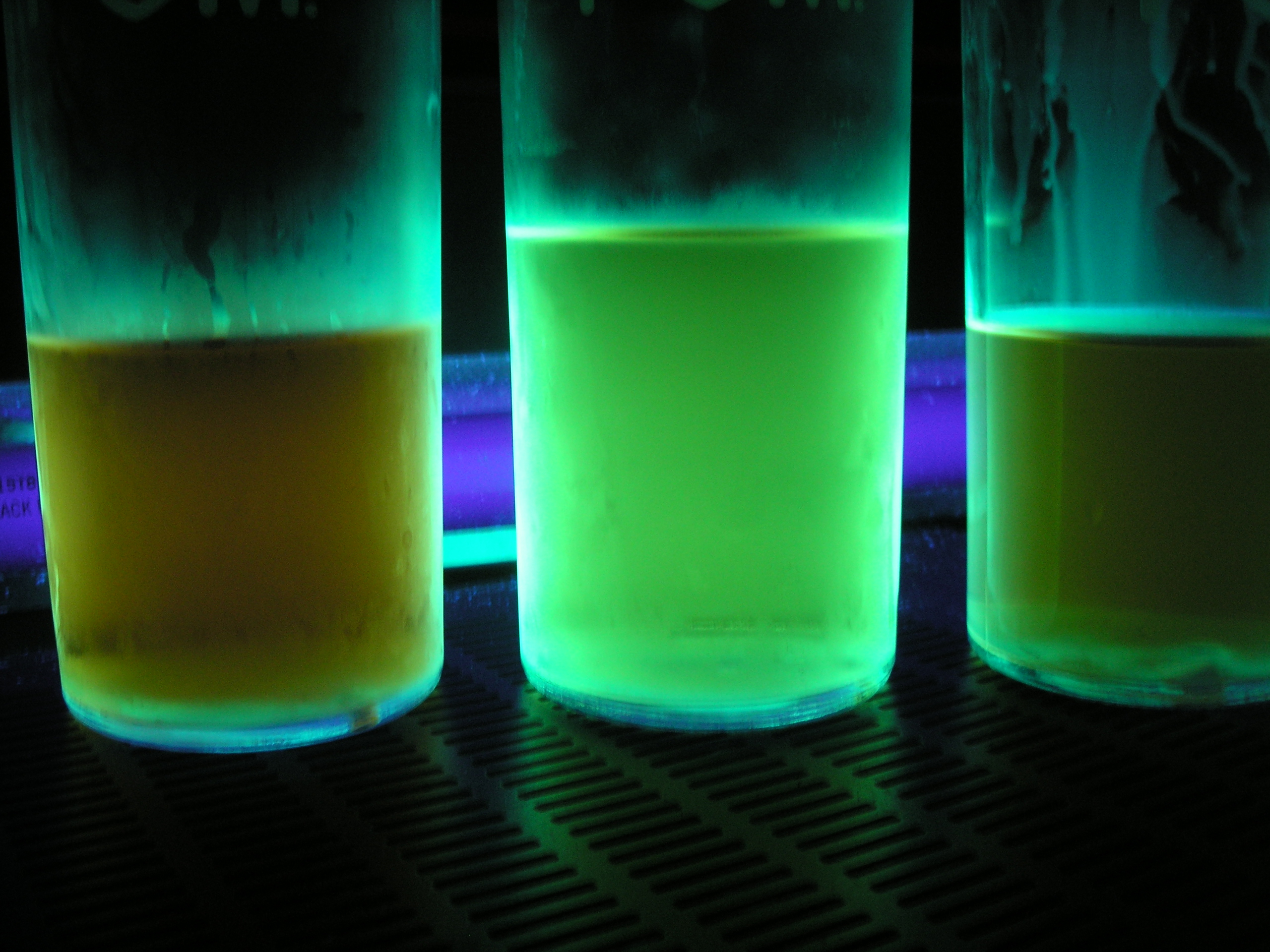
Свечения раствора гармина в ультрафиолете.

Как МАО-ингибитор гармин способен ингибировать фермент моноаминоксидазу. Он ингибирует МАО-А, но не влияет на МАО-Б. Гармин не был предметом многочисленных клинических исследований лечения депрессий, что ограничивает его правовой статус во многих странах.
Традиционно растения P. harmala and B. caapi используются из-за своего психоактивного эффекта. В частности, существует традиция употребления B. caapi в сочетании с растениями, содержащими диметилтриптамин, например, в составе напитка аяуаска. Обычно ДМТ не активен, когда принимается в пероральной форме, но пользователи сообщают о весьма различных эффектах в таких напитках.
Совместно с изотопом углерода 11C гармин используется в позитронно-эмиссионной томографии.
Было установлено, что гармин, найденный в корне кислицы клубненосной, обладает инсектицидными свойствами.
Кроме того, гармин показал себя как цитостатический препарат по отношению к клеткам HL60 и K562.

## Эффекты

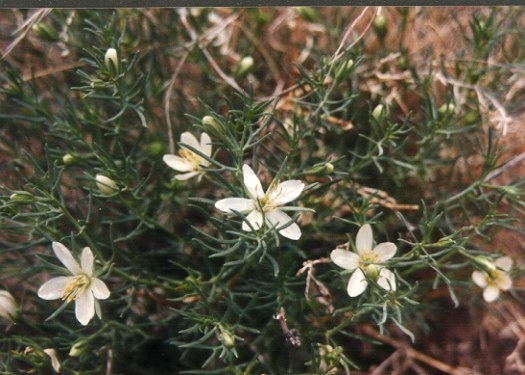
Гармала Peganum harmala

Гармин и аналогичные алкалоиды — галлюциногены, стимуляторы ЦНС, кратковременные ингибиторы МАО (в 100 раз сильнее ипрониазида, но действуют лишь несколько часов). 

Отравление гармином вызывает брадикардию, снижение АД, тремор, тошноту, рвоту. 

Летальная доза 38 мг/кг (крысы, внутривенно). 

Использовался для лечения последствий эпидемического энцефалита, дрожательного паралича и болезни Паркинсона. В настоящее время гармин в связи с появлением более эффективных и безопасных ингибиторов МАО[каких?] исключен из номенклатуры лекарственных средств.

## Природные источники
Гармин — распространенный алкалоид, обнаружен в растениях, принадлежащих к семействам Zygophyllaceae, Malpighiaceae. Содержится в Banisteriopsis caapi (из которого изготавливают южноамериканский галлюциноген «яхе»), Peganum harmala (сирийская рута).

## Перспективные исследования
Обнаружено, что гармин-опосредованное ингибирование DYRK1A (dual-specificity tyrosine-regulated kinase-1a) увеличивает репликацию бета-клеток поджелудочной железы человека.  В сочетании с эксендином-4, являющимся агонистом рецептора GLP1 (GLP1R) гармин продемонстрировал способность в несколько раз повысить массу бета-клеток поджелудочной железы человека трансплантированных мышам с иммунодефицитом. Для лечения диабета таким способом необходимо сделать так чтобы иммунная система перестала атаковать новые бета-клетки по мере их образования.